# La muerte de Marat (serie de Munch)

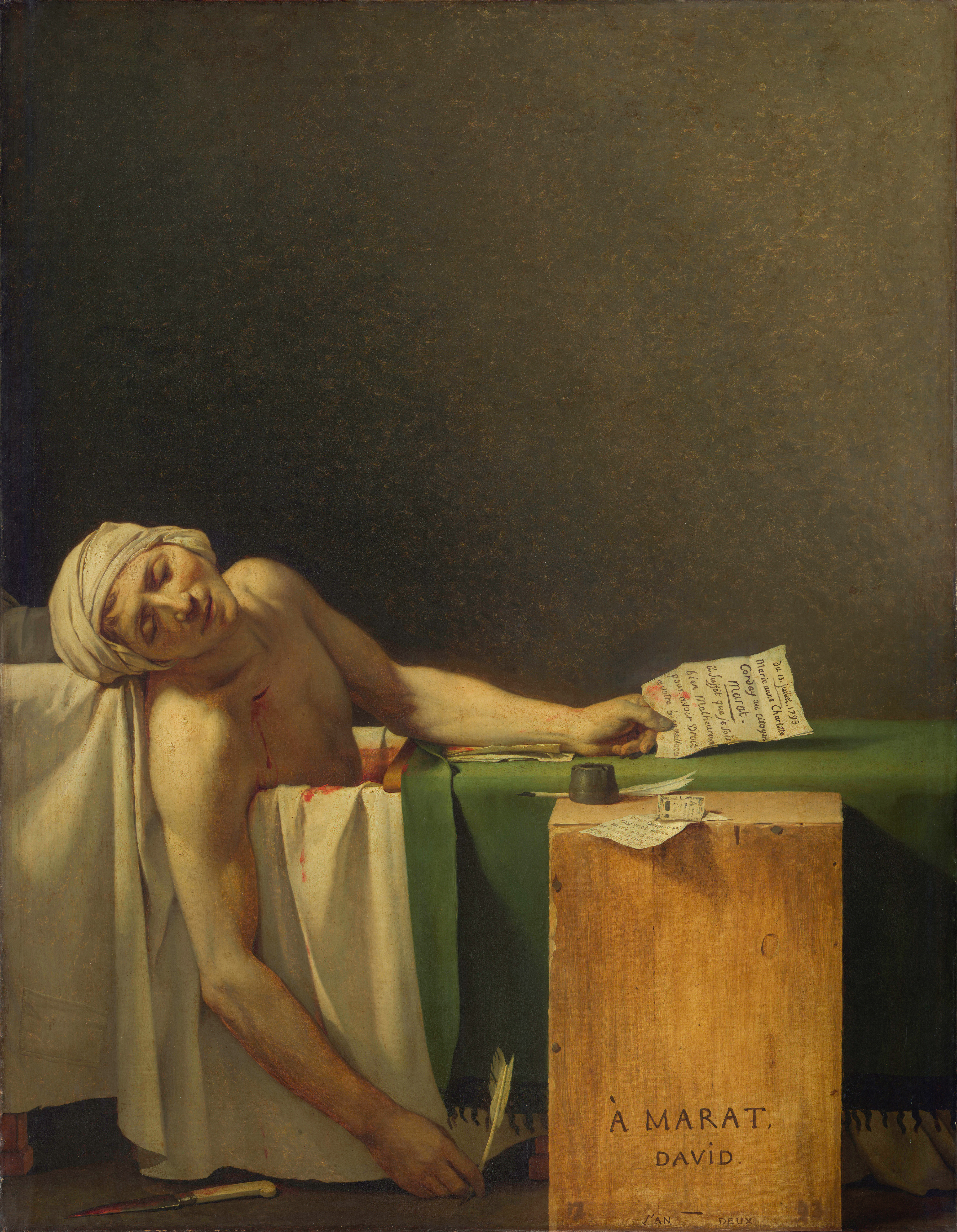
Jacques-Louis David, La muerte de Marat, 1793.

La muerte de Marat (en noruego: Marats død ) es el nombre de tres pinturas al óleo del artista noruego Edvard Munch de 1907. Las pinturas están incluidas en las colecciones del Museo Munch en Oslo. 
El tema de la pintura es el asesinato del periodista y político francés Jean-Paul Marat el 13 de julio de 1793. Marat fue uno de los líderes de los jacobinos (la extrema izquierda) durante la Revolución Francesa y se hizo conocido como un defensor del terror en la lucha revolucionaria. Fue apuñalado hasta la muerte en su bañera por la girondina Charlotte Corday quien consideraba a Marat como el principal responsable de la caída de la Gironda y la República. El suceso quedó plasmado en la pintura de Jacques-Louis David La muerte de Marat, una obra que Munch conocía y admiraba. 
Pero Munch no estaba realmente interesado ni en los antecedentes históricos ni en los detalles del crimen. Lo que le parecía crucial era que fue una mujer quien asesinó a un hombre, una reescritura de cómo Munch percibía el poder de la mujer sobre el hombre. En ese momento, Munch estuvo muy influenciado por la separación de su prometida Tulla Larsen, cuyas características físicas se encuentran en la figura desnuda que representa a Corday. Munch y Larsen se conocieron en Berlín en 1899 y comenzaron una relación tormentosa. Larsen, mujer de clase alta y espíritu libre, quería casarse con Munch, pero dudó al mismo tiempo que la salud del artista se deterioraba y su consumo de alcohol aumentaba. Durante una pelea en 1902, Munch recibió un disparo en la mano izquierda; El incidente del tiroteo probablemente inspiró a Munch La muerte de Marat. Al final, Larsen decidió dejar al borracho Munch. Cuando se casó con otro hombre, Munch se enfureció tanto que realizó un doble retrato de ellos y luego lo cortó por la mitad. 
La muerte de Marat y casi al mismo tiempo la serie de bañistas masculinos significó un cambio en la expresión artística de Munch. Anteriormente, había pintado principalmente con pinceladas largas, campos de colores uniformes con contornos claros, que se pueden ver en sus famosas pinturas de La crisis de la vida. Pero en La muerte de Marat en 1907, Munch pintó formas poderosas y aireadas que se lograron en parte utilizando líneas de contornos nítidos. 

## Lista de diferentes versiones y pinturas relacionadas
| pintura | nombre                              | Número | años      | tamaño     | tipo              | museos      | ciudad |
| --- | ----------------------------------- | ------ | --------- | ---------- | ----------------- | ----------- | ------ |
| | Asesinato                           | 741    | 1906      | 69.5 × 100 | Óleo sobre lienzo | Museo Munch | Oslo   |
| | La asesina                          | 742    | 1906      | 110 x 120  | Óleo sobre lienzo | Museo Munch | Oslo   |
| | La muerte de Marat                  | 743    | 1906-1907 | 70 x 76    | Óleo sobre lienzo | Museo Munch | Oslo   |
| | La muerte de Marat                  | 767    | 1907      | 75 × 98    | Óleo sobre lienzo | Museo Munch | Oslo   |
| | La muerte de Marat                  | 768    | 1907      | 153 x 149  | Óleo sobre lienzo | Museo Munch | Oslo   |
| | La asesina                          | 786    | 1907      | 89 × 63    | Óleo sobre lienzo | Museo Munch | Oslo   |
| Cuadro perteneciente a la serie de Munch sobre el asesinato de Jean - Paul Marat a manos de Charlotte Corday de estilo expresionista situado en el Museo Munch en Oslo | Charlotte Corday                    | 1668   | 1930      | 120 × 80   | Óleo sobre lienzo | Museo Munch | Oslo   |
| | Marat en el baño y Charlotte Corday | 1669   | 1930      | 80 × 120   | Óleo sobre lienzo | Museo Munch | Oslo   |
| | Marat en el baño y Charlotte Corday | 1670   | 1930      | 83 × 118   | Óleo sobre lienzo | Museo Munch | Oslo   |